# Elisabeth Anderson Sierra
Elisabeth Anderson Sierra (nacida c. 1988) es una mujer estadounidense que posee el récord mundial Guinness por la mayor donación individual de leche materna.

## Vida y familia
Anderson Sierra es residente de Aloha, Oregón. Está casada con David Sierra y juntos tienen dos hijas y un hijo. Ella tiene una condición médica llamada «síndrome de hiperlactancia», que se caracteriza por una producción excesiva de leche materna, lo que lleva al desbordamiento de leche. Anderson Sierra ha participado activamente en la donación de leche materna tanto a familias locales como a receptores de todo el mundo. A 2023, su donación total estimada de leche materna asciende a más de 10 000 litros. Ha recibido varios apodos, incluidos the milk goddess («la diosa de la leche»), «superproductora» y pumping queen («reina de la extracción»).

## Síndrome de hiperlactancia
En 2014, a Anderson Sierra le diagnosticaron síndrome de hiperlactancia, una condición médica caracterizada por una producción excesiva de leche materna. Aproximadamente a la mitad de su embarazo inicial, se encontró produciendo una cantidad sustancial de leche materna, aproximadamente 0,6 litros por día. Durante sus citas prenatales, comunicó su volumen de leche en onzas, mientras que su partera y su médico entendieron erróneamente que era en mililitros. En verdad, estaba produciendo más leche que los habituales 45 mililitros, lo que se considera normal durante el embarazo.
Como resultado de este síndrome, Anderson Sierra produce aproximadamente 6,7 litros de leche materna por día, que es casi 8 a 10 veces la cantidad producida por una madre promedio. Como no quiere que este excedente se desperdicie, dona su leche materna extra.
Anderson Sierra ha estado colaborando con una empresa de extractores de leche para facilitar la lactancia a las madres lactantes. Trabaja como consejera de lactancia certificada y como directora de servicios de lactancia en una empresa de extractores de leche llamada BabyBuddha.

## Compartiendo leche
Compartir leche es el acto de donar leche materna, ya sea envasada o amamantando directamente al bebé de la receptora. Esto puede complementar o reemplazar la fórmula infantil o la leche materna del bebé si no está disponible o no es adecuada.
En 2023, Anderson Sierra logró el récord mundial de mayor donación individual de leche materna al donar 1600 litros a un banco de leche humana durante el período comprendido entre el 20 de febrero de 2015 y el 20 de junio de 2018. Ha donado más de 10 350 litros de leche materna a familias locales y beneficiarios en todo el mundo desde 2014.
Anderson Sierra dijo que espera superar su récord actual y espera que al difundir su narrativa personal se normalice el acto de compartir la leche.